# 素顔がいいね
『素顔がいいね』（すがおがいいね）は、1992年9月20日から1993年3月28日までテレビ朝日系列局で放送されていたトーク番組である。全日空の一社提供。放送時間は毎週日曜 18:30 - 18:55 （日本標準時）。
かとうかずこ（後のかとうかず子）と松原千明が司会を務めていた番組。彼女たちが毎回ゲストとともに、自身の結婚・出産・子育ての経験を踏まえたトークを繰り広げていた。